# Pueblos Mágicos
Pueblos Mágicos ("povoações mágicas") é um programa turístico desenvolvido pela Secretaria de Turismo (Sectur) do México e diversas instâncias governamentais que reconhece com esse apelativo a cidades ou povoados desse país pelo trabalho em proteger e guardar a sua riqueza cultural. Foi criado no ano de 2001. Em 2019 o programa deixou de receber orçamento por parte do governo federal.
O meio da cada um vária desde a influência do passado indígena, o legado do antigo império colonial espanhol e a preservação de tradições seculares e ancestrales bem como lugares de acontecimentos históricos na vida do México.

## História

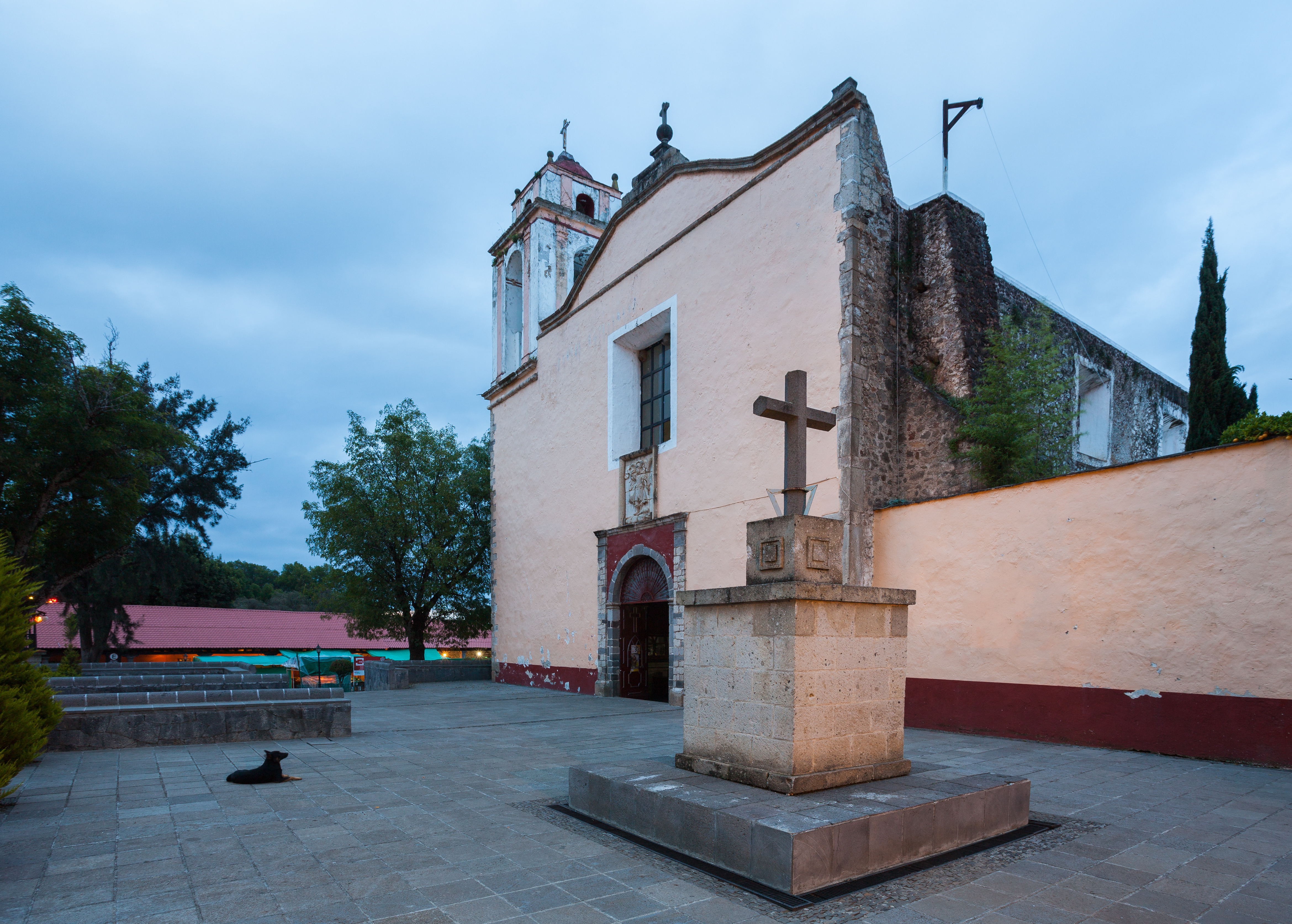
Em 2001 Huasca de Ocampo foi o primeiro lugar denominado Pueblo Mágico

A ideia deste programa foi de Eduardo Barroso Alarcón, então subsecretário de operação turística, e quem tinha sido encarregado de turismo na equipa de transição do presidente Vicente Fox.
Em 2001, Huasca de Ocampo foi o primeiro lugar denominado "pueblo mágico". Durante esse ano Mexcaltitán, Tepoztlán e Real de Catorce também foram declarados.
Em 2002 declararam-se as aldeias de San Miguel de Allende, Taxco, Tepotzotlán, Tapalpa, Comala, Pátzcuaro, Dolores Hidalgo, Cuetzalan e Izamal. Em 2003 incluíram-se na lista os aldeias de Tequila e San Cristóbal de las Casas. Em 2004, Parras de la Fuente e Real del Monte foram integrados dentro do programa. Em 2005 declararam-se os aldeias de Valle de Bravo, Mazamitla, Álamos, Tlalpujahua, Cosalá e Bernal.
Em 2006 incluíram-se na lista as aldeias de Real de Asientos, Todos Santos, Cuitzeo, Santiago, Bacalar, Coatepec e Papantla. Em 2006, o governo do Estado do México iniciou um programa estatal paralelo e similar, com o objectivo de apreciar localidades mexicanas com vocação turística e procurar criar maiores empregos e derrama económica por turismo em vários municípios.  Assim, se criou o programa Pueblos com Encanto, durante a gestão do então governador Enrique Peña Nieto e sendo secretária de Turismo, Laura Barreira.
Em 2007 Jerez de García Salinas, Huamantla, Mier, Creel e Capulálpam de Méndez foram integrados dentro do programa. Em 2008 não teve nenhuma declaratória mas se lhe retirou a distinção a San Miguel de Allende porque foi declarado Património Cultural da Humanidade pela UNESCO. Em 2009 declarou-se a El Forte como Pueblo Mágico. Tepoztlán junto com Mexcaltitlán e Papantla retirou-se-lhes a categoria por incumprir com os regulamento requeridos do programa.
Em 2010, Tepoztlán recuperou a denominação; e as aldeias de Tapijulapa, Santa Clara del Cobre, Palizada, Jalpan de Serra e Malinalco foram integrados dentro do programa. Em 2011, Zacatlán, Teúl de González Ortega, Tlayacapan, Mineral del Chico, Cadereyta de Montes, Tula, O Ouro, Xico, San Sebastián del Oeste e Xilitla, foram incluídos na lista.
Em 2012, Mineral de Pozos, Sombrerete, Angangueo, Quatro Ciénegas, Magdalena de Kino, Pahuatlán, Loreto, Valladolid, Metepec, Chiapa de Corzo, Comitán, Huichapan, Tequisquiapan, Batopilas, Chignahuapan, San Andrés e San Pedro (estes últimos em projecto conjunto denominado Cholula), Pinos, Lagos de Moreno, Tacámbaro, Calvillo, Nochistlán de Mejía, Jiquilpan, Tlatlauquitepec, Tzintzuntzan, Mapimí, Tecate, Arteaga, Viesca, Jalpa de Cánovas, Salvatierra, Yuriria, Xicotepec, Jala e El Rosario são declarados Pueblos Mágicos, enquanto Papantla recupera a distinção que lhe tinha sido retirada em 2009.
Em 2012, Espanha, El Salvador, Equador, Peru, Colômbia e Chile, solicitaram assessoria à Secretaria de Turismo (Sectur) para desenvolver programas similares.
Em 2015, 28 localidades foram nomeadas Pueblos Mágicos; estas são: San José de Graça, Candela, Guerreiro, Palenque, Casas Grandes, Aculco de Espinoza, Ixtapan do Sal, Teotihuacán de Aresta e San Martín das Pirâmides (estes dois puebloados em projecto conjunto denominado Teotihuacán), Villa do Carvão, Tecozautla, Mascota, Talpa de Allende, Sayulita, Linares, Huautla de Jiménez, Mazunte, San Pablo Villa de Mitla, San Pedro e San Pablo Teposcolula, Atlixco, Huauchinango, San Joaquín, Ilha Mulheres, Tulum, Mocorito, Tlaxco, Coscomatepec de Bravo, Orizaba e Zozocolco de Hidalgo.
Em 2017 devido ao terramoto da 19 de setembro alguns aldeias tiveram afetações. Atlixco e Cholula no estado de Puebloa; Tepoztlán, Tlayacapan no estado de Morelos; Taxco de Alarcón no estado de Guerreiro; e Malinalco no estado do México fuero os lugares que sofreram afetações principalmente.
A 11 de outubro de 2018 nomearam-se dez pueblos, Nombre de Dios, Durango; Tlaquepaque, Jalisco; Zimapán, Hidalgo; Comonfort em Guanajuato; Amealco, Querétaro; Melchor Múzquiz, Coahuila; Compostela, Nayarit; Aquismón, San Luis Potosí; Bustamante, Novo León e Guadalupe em Zacatecas.
Em 2019 foi anunciado que terminaria o orçamento federal para este programa. Alguns aldeias de Jalisco anunciaram ante isso que procurarão recursos pela sua conta para o sustentar.

## Objectivos
Os objectivos da criação do programa Pueblos Mágicos são:
- Estruturar uma oferta turística complementar e diversificada para o interior do país, e cujos singulares lugares têm grandes atributos histórico-culturais.
- Gerar e promover os artesanatos, festividades, tradições e gastronomia do lugar.
- Gerar produtos turísticos como a aventura, desporto extremo, ecoturismo, pesca desportiva.
- Revalorar, consolidar e reforçar os atractivos turísticos deste conjunto de populações do país, as quais representam alternativas frescas e diferentes para atender à naciente demanda de visitantes nacionais e estrangeiros.
- Assim também este programa se desenvolve com o fim de reconhecer o labor dos seus habitantes quem têm sabido guardar para todos, a riqueza cultural e histórica de seu lar.

## Critérios

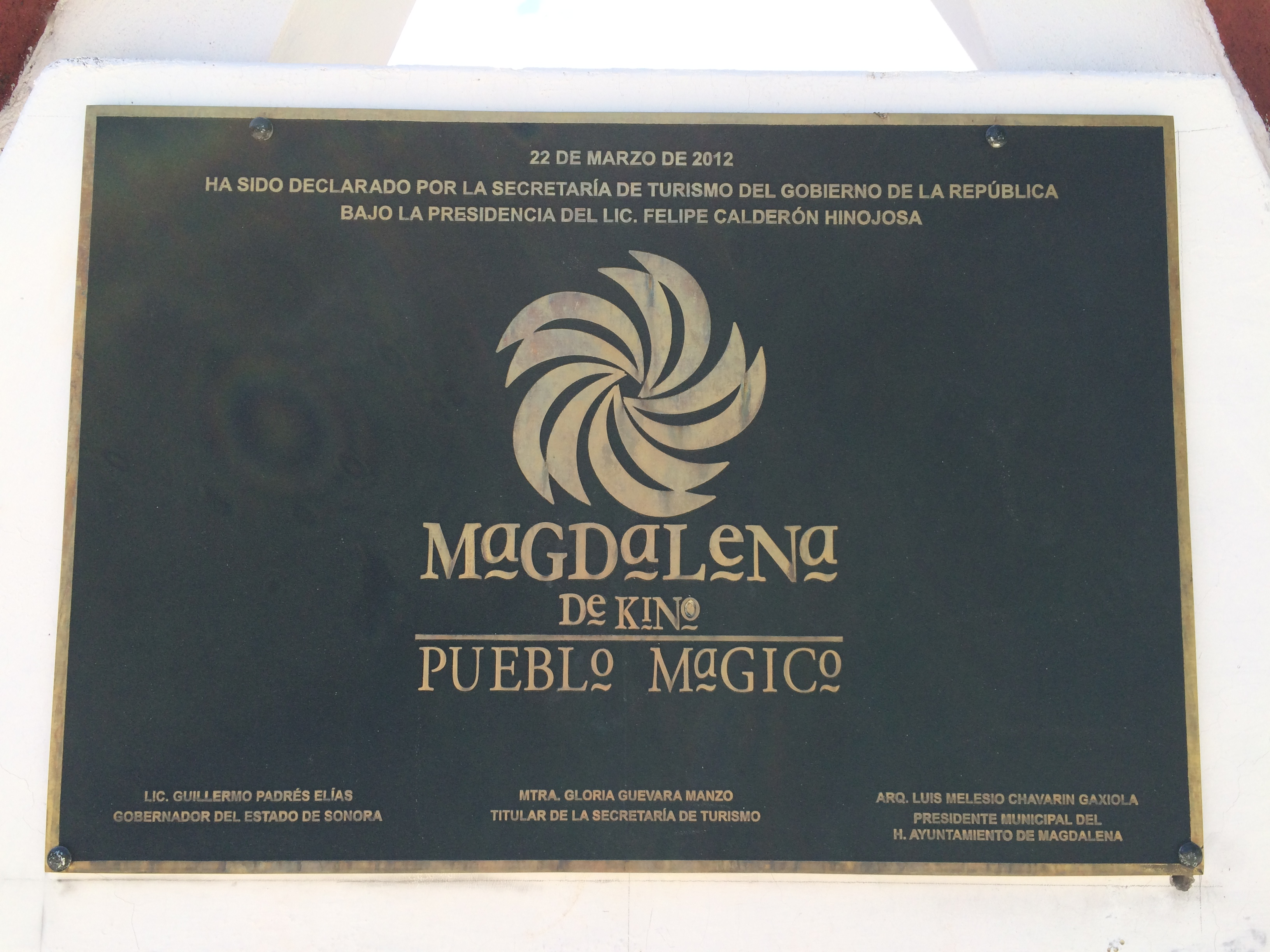
Placa que oficializa a Magdalena de Kino dentro do programa Pueblos Mágicos

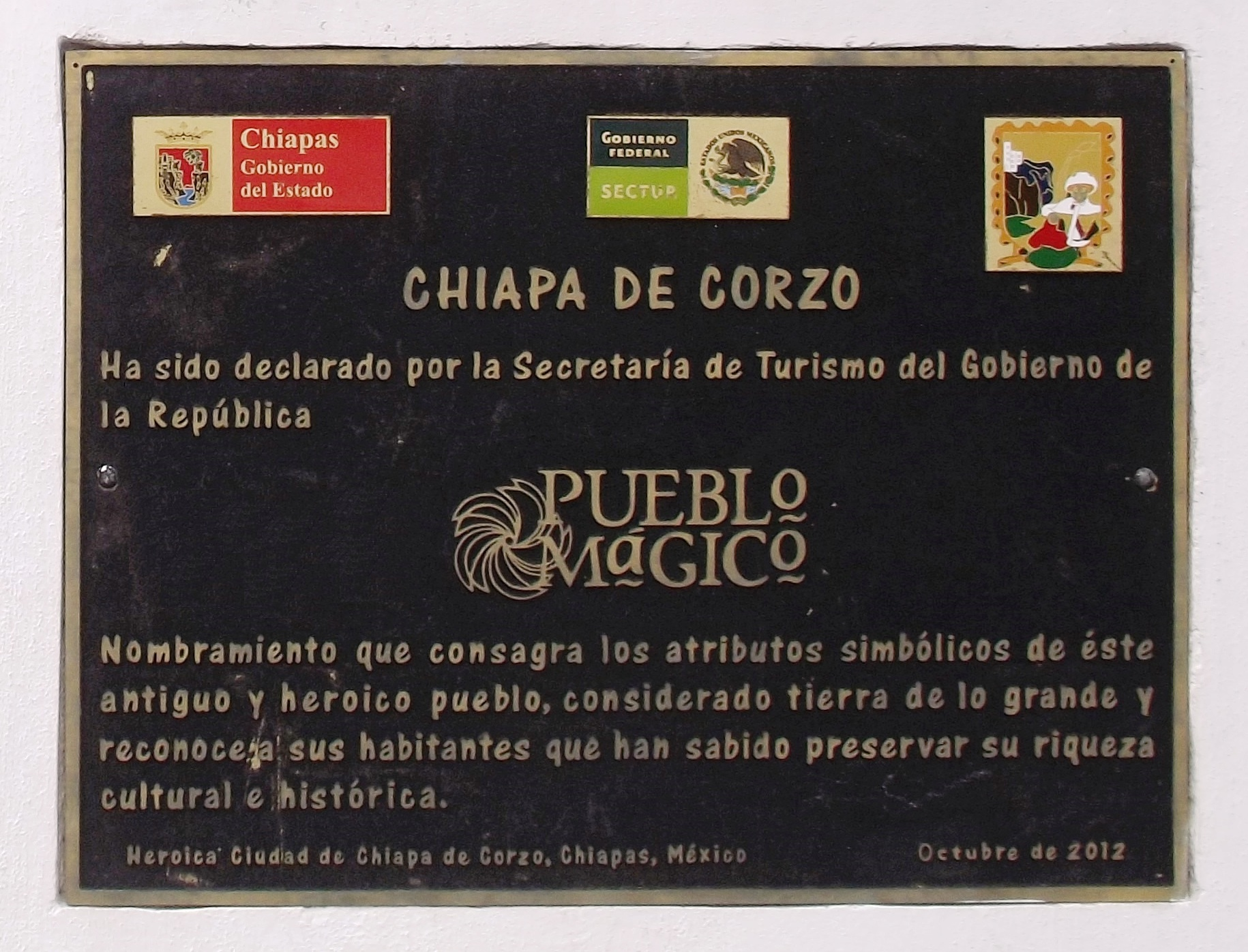
Placa que oficializa a Chiapa de Corzo dentro do programa Pueblos Mágicos

Para poder pertencer ao programa, as localidades devem contar com uma população de 20 mil habitantes, e devem localizar numa distância não superior aos 200 km ou o equivalente a duas horas de distância via terrestre, a partir de um destino turístico. Ademais, de solicitar a incorporação por parte das autoridades municipais e estatais a SECTUR, para que estes realizem uma visita de valoração para avaliar a potencialidade do lugar. Os critérios a considerar para que uma comunidade tenha os elementos de incorporação mais definidos são:
I.    Comité Pueblo Mágico formalmente constituído
II.    Acta de cabildo (acordo para solicitar a adesão ao Programa).
III.    Ponto de acordo do Congresso do Estado.
IV.    Contribuição económica directa para o desenvolvimento turístico baseado em projectos e acções derivadas de planos e programas turísticos.
V.    Programa de desenvolvimento turístico municipal actualizado com um horizonte ao menos de 3 anos.
VI.    Ordenamentos actualizados com enfoque turístico, durante a administração actual do Município.
VII.    Evidência do atractivo simbólico da Localidade aspirante.
VIII.    Serviços de saúde e segurança pública para a atenção do turista em caso de ser necessário numa situação de emergência.
IX.    Investimento privado e social no desenvolvimento turístico e distintivos ou selos de qualidade.
X.    Outros elementos que considere o Comité como relevantes para a atividade turística.
Também podemos encontrar os elementos de permanência os quais são:
I.    Manter um Comité activo com rastreamento de acordos.
II.    Aprovação e ponto de acordo do Congresso do Estado
III.    Cumprir planos, programas e normatividad.
IV.    Fortalecimento e inovação do catálogo de produtos turísticos.
V.    Funcionamento e adequação dos serviços de saúde e de segurança.
VI.    Avaliar o impacto do desenvolvimento turístico
VII.    Manutenção das relações comerciais com ao menos um intermediário de serviços turísticos.
VIII.    Contar com um Sistema de Informação Estatística.
IX.    Integrar um relatório detalhado de atividades (anual).
X.    Dar rastreamento a outros elementos que considere o Comité como relevantes para a operação do programa.
Se o ditame é favorável, a localidade solicitante deverá iniciar o processo de integração, segundo os alineamentos do programa. Já que a localidade está incorporada ao programa, para manter sua nomeação deve obter a renovação cada ano e cumprir com os critérios de certificação do programa.
As localidades com um número de população fora das faixas estabelecidas, mas que possuem atributos, riqueza cultural e natural, e manifestações históricas, se consideram dentro do programa, desde que se apresente uma solicitação ao pleno do Comité Interinstitucional de Avaliação e Selecção para que o opine.

### Indicadores de desempenho
As localidades incorporadas ao programa para manter sua nomeação como Pueblo Mágico, deverão obter a renovação do mesmo cada ano, esta contará com a revisão de cumprimento dos indicadores de avaliação de desempenho e dos critérios certificação do programa, pelo que deverão cumprir com os requisitos: institucionais e de governo; património e sustentabilidade; económico e social e de turismo.
Já dentro do programa as autoridades estatais e municipais que tenham solicitado a incorporação comprometem uma contribuição económica de quando menos 3 anos para a realização das acções, projectos e programas de trabalho que se encarreguem do beneficio comunidade-autoridade. a 26 de setembro de 2014 foram publicados os alineamentos, no Diário Oficial da federação, com as quais se procura que tenham como eixos básicos:
- sustentabilidade
- competitividade
- tecnologias da informação
- transversalidad

## Críticas

### Ao programa

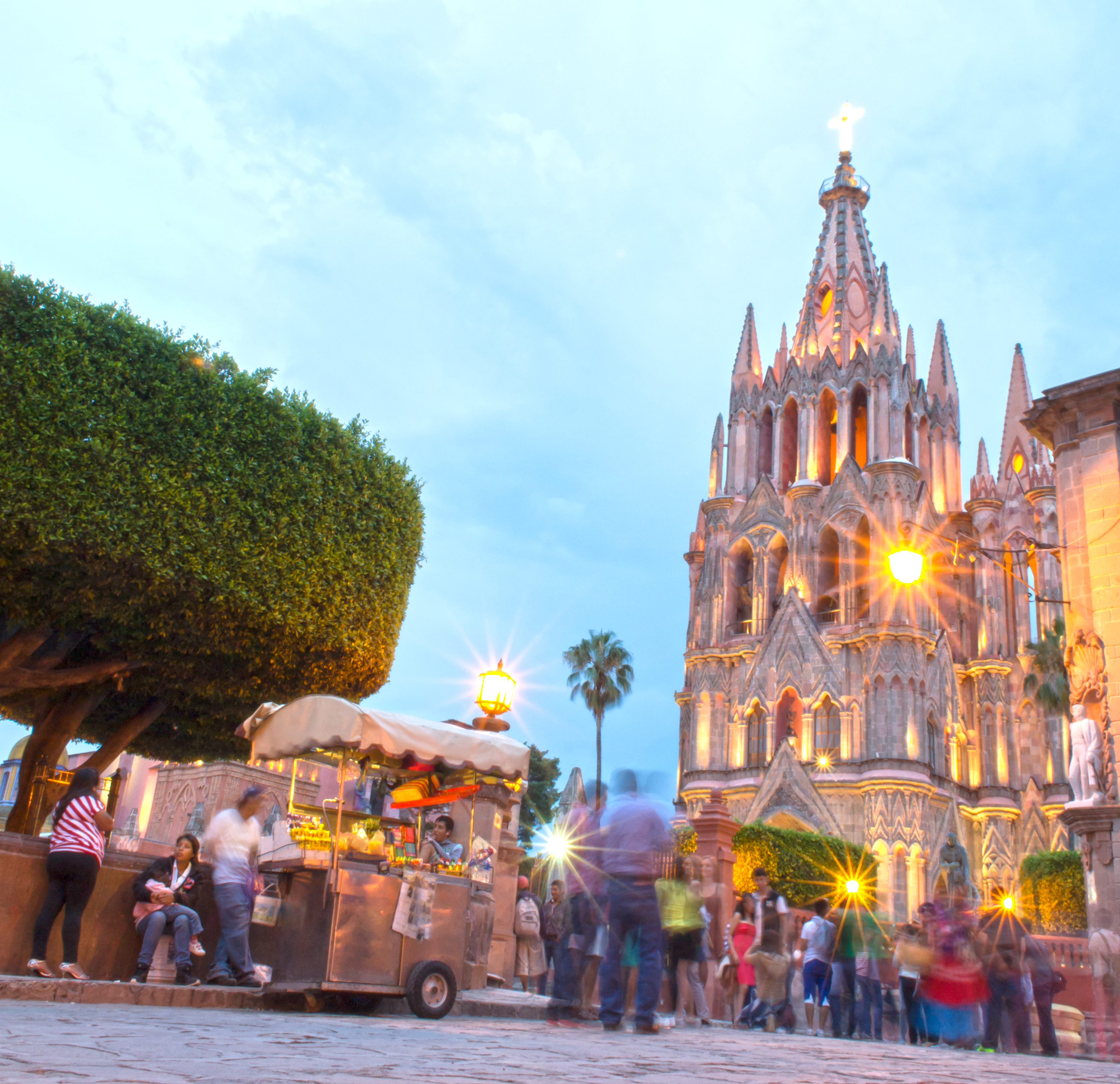
Na lista encontrava-se San Miguel de Allende, que deixou de fazer parte do programa, como foi nomeado Património da Humanidade pela UNESCO.

O programa tem gerado discrepâncias entre partidos políticos, muitos municípios procuram receber a declaração para obter maiores recursos presupuestales e outros municípios (principalmente de Oaxaca e Chiapas) têm recusado o programa porque consideram que é um atentado contra o valor patrimonial dos pueblos, bem como a perda do património tangível e intangível destas populações pintorescas.
José de Jesús Hernández López, do Colégio de Michoacán no artigo Tequila: Centro Mágico, Pueblo Tradicional, Patrimonialización ou Privatização?. Crítica o poder do estado para valorizar e legitimar os bens da nação, valendo-se de programas ou organismos internacionais, distorcendo a identidade nacional e canalizando os recursos para infra-estrutura turística que satisfaça as necessidades da iniciativa privada.
José de Jesús assegura que a declaração de Pueblo Mágico a Tequila, Jalisco, facilitou uma maior produção da indústria da tequila, usando os instrumentos legais e administrativos do estado como, a melhora de fachadas, iluminação e o ordenamento das redes de infra-estrutura. Isto assegura só se fez na avenida das casas tequileiras que liga com a praça principal esquecendo das casas das localidades. O que gerou seu patrimonialización ante a UNESCO foi o processo da destilação do tequila e a paisagem agavero como ícone de uma bebida nacional, a população civil não foi tomada em conta e as propostas só se focaram à iniciativa privada.
Camila Chapela Ayala da Universidade Nacional Autónoma do México menciona que a dotação de bens e serviços públicos e a manutenção dos espaços urbanos são políticas que deveriam beneficiar à qualidade de vida dos lugareños através das prefeituras por ser um recurso público e federal, mas os resultados não são assim, a visão mercantilista dos projectos tem gerado uma maior segregação do habitante local após a declaratória de "Pueblos Mágicos" e uma perda da identidade, gerando maisvalia ou uma sensação de segurança e status de igual forma que sucede com os shoppings.
Vanessa García Branca, activista e académica da Universidade Iberoamericana declara que os Pueblos Mágicos não necessariamente constituem uma alternativa para reduzir os muitos males históricos que estes lugares têm. A semántica neste caso muda: a pobreza converte-se em folclor, há investimento e venda, de projectos turísticos em comunidades onde há problemas e até litígios pelas terras.
Em Michoacán aldeias como Jiquilpan, Tlalpujahua e Angangueo, os benefícios obtidos depois da sua nomeação passam mais pelo tema da promoção turística que pelo tema do desenvolvimento económico, pois a partir de sua nomeação têm sido objeto de diversas publicações em revistas especializadas em turismo de circulação nacional. O anterior contrasta com o sentir de uma parte da população quem ao que o tema de ser ou não ser Pueblo Mágico lhes dá igual. É no sector da prestação de serviços no que se gerou uma derrama económica considerável graças ao turismo regional, no entanto ainda se carece de alguns serviços básicos nestas localidades.

### À segurança

Ciudad Mier, em 2010 praticamente era uma cidade-fantasma

A perda da magia, é uma publicação que mostra o abandono do programa por causa da insegurança que têm sofrido populações como Creel, Santiago e Cuitzeo; as atividades do crime organizado têm afectado a imagem destes vilas a nível internacional, razão pela qual um programa com interesses comerciais, de maneira indiscriminada cancela ou põe em discussão o apoio recebido após a declaratória ainda que as causas sejam alheias às localidades.
Em 2010 o povoado de Mier esteve a ponto de perder a distinção de "Pueblo Mágico", pelos eventos de violência relacionados com o narcotráfico que gerou que os habitantes abandonassem a cidade. O povoado sofreu o éxodo de quase o 95% dos seus habitantes, para finais de 2010 ficavam só 400 dos cerca de 7500 povoadores que habitavam aí antes da onda de violência. Mas a raiz da chegada do Exército, a economia e população local começou a recuperar-se.
De 2010 a 2012, em diferentes localidades a onda de violência em alguns dos estados do México inhibe a visita dos turistas. De acordo com dados do 2011 ao 2015 do Sistema Nacional de Segurança Pública a nível municipal, os chamados Pueblos Mágicos registam maiores níveis de criminalidade quando se lhes compara com outros municípios. O roubo comum é mais 65.6% alto nos Pueblos Mágicos que em resto do país.

### Às povoações incluídas na lista

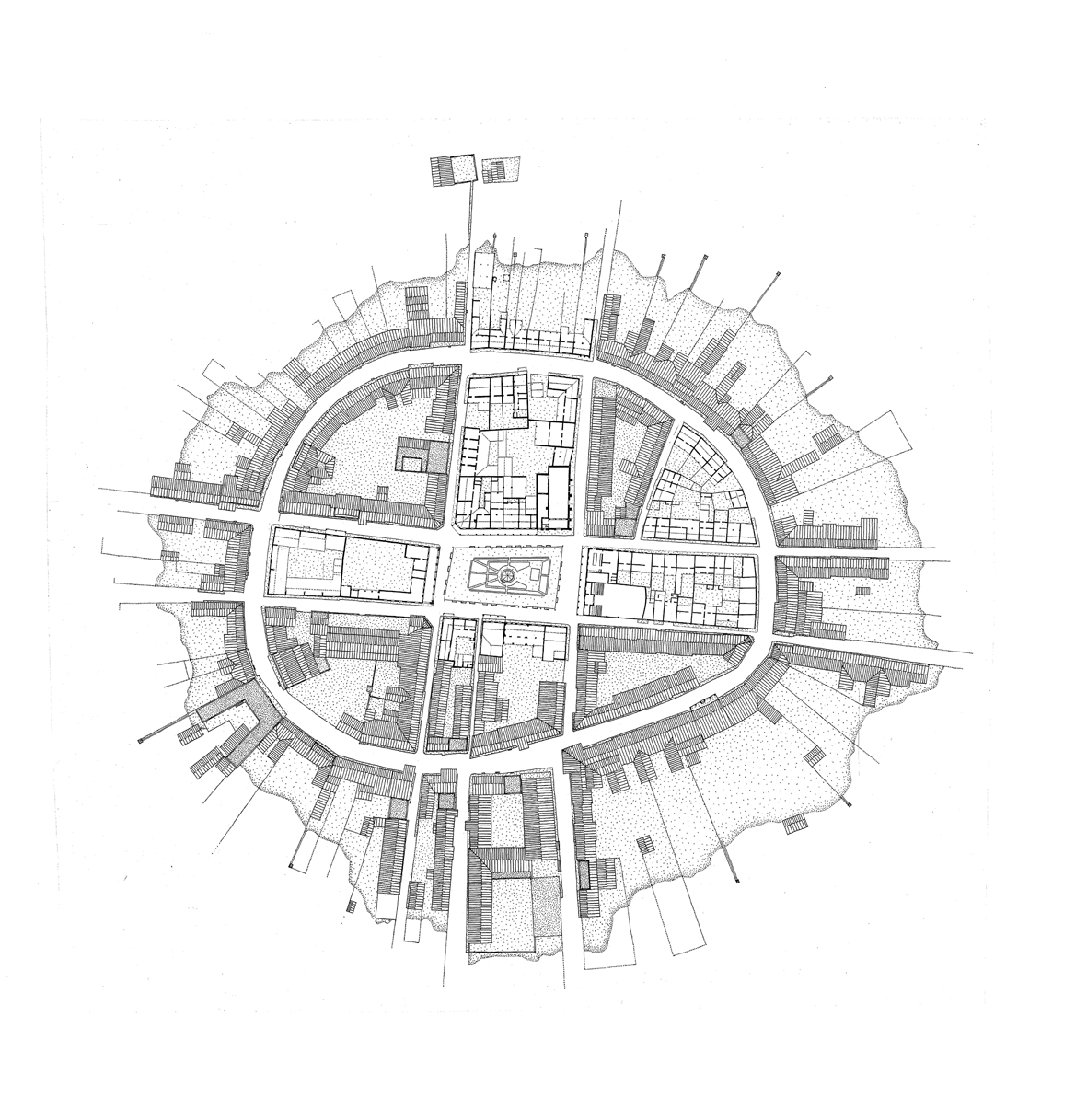
Mexcaltitán, Pueblo mágico entre 2001 a 2009. Retirou-se-lhe a categoria por incumprir com os regulares requeridos.

Criticou-se que o programa sofreu uma deterioração nas suas exigências de aceitação, de 2010 a 2012 o número de povoados com o distintivo de Pueblo Mágico aumentou a mais do dobro, passando de 32 a 83. De 2001 a 2009, cada ano só se nomearam uns quantos, para nomear 3.5 “Pueblos Mágicos” anualmente e dar um total de 32. Mas em março de 2010, veio um incremento significativo. Em 2011 a quantidade elevou-se a 11 nomeações, em 2012, último ano do decénio de Felipe Calderón, entrou numa inexplicável entrada de nomeações.
De acordo com o diagnóstico da evolução e perspectivas do programa “Pueblos Mágicos”, abusou-se do programa durante o decénio de 2006-2012, e isso obrigou à Secretaria de Turismo ao travas, para o pôr em revisão. Uma das suas conclusões acusa que se nomeou “Pueblo Mágico” a localidades que não o mereciam, pelo qual o programa se distorceu e perdeu credibilidade. O programa em 2014, dentro dos seus 83 localidades, conta com uma população de cinco milhões de habitantes.
Em 2014 o programa “Pueblos Mágicos” gerou uma derrama económica de 7200 milhões de pesos (mdp) ao ano, ligeiramente superior ao que produz o turismo fronteiriço (7100 mdp) e muito por acima do que deixam os viajantes que chegam nos cruzeiros marítimos (4795 mdp). Em estatísticas de 2014; contam-se com 866 hotéis (a maioria pequenos, incluindo casarões e fazendas), que somam 21 000 habitações, das quais 9140 se concentram em tão só 10 povoados.

## Pueblos considerados no programa
| · Pueblos Mágicos (México) Localização das 121 cidades mágicas do México |

## Localização por estados
| Número | Entidade federativa                                                           |
| ------ | ----------------------------------------------------------------------------- |
| 9      | México e Puebla                                                               |
| 8      | Jalisco e Michoacán                                                           |
| 7      | Coahuila                                                                      |
| 6      | Guanajuato, Hidalgo, Querétaro, Veracruz e Zacatecas                          |
| 5      | Oaxaca                                                                        |
| 4      | Chiapas e Sinaloa                                                             |
| 3      | Aguascalientes, Chihuahua, Nayarit, San Luis Potosí, Novo León e Quintana Roo |
| 2      | Baja California Sur, Durango, Morelos, Sonora, Tamaulipas, Tlaxcala e Iucatã  |
| 1      | Baja California, Campeche, Colima, Guerrero e Tabasco                         |